# Эмель (река)
Эме́ль (каз. Еміл) или Эми́нь (кит. упр. 额敏河, пиньинь Émǐn hé) — одна из трёх основных рек бассейна озера Алаколь. Течет  в Казахстане (70 км) и Синьцзян-Уйгурском автономном районе КНР (180 км). Длина около 250 км.
Основные постоянные притоки — реки Кексу, Чугучак и другие, пересыхающие. Течёт в западном направлении. На реке расположен посёлок Дурбульджин, в котором расположено правление уезда Эминь округа Чугучак Синьцзян-Уйгурского автономного района КНР. Низовья реки пустынны и безлюдны.
Эмель в переводе означает 'барханная река', другой перевод с тюркских языков как 'исцеляющая' река. При впадении в озеро Алаколь образует небольшую дельту, недалеко от дельты реки Хатынсу.